# Dipôle induit
Un dipôle induit est un dipôle électrostatique qui se forme dans une molécule lorsqu'un ion ou une molécule polaire est à proximité. Cela induit une déformation temporaire du nuage électronique par interaction électrostatique entre les électrons de la molécule cible et la charge (réelle ou partielle) de l'autre atome ou molécule.
Un dipôle induit se forme également entre deux molécules non chargées ou apolaires. Par exemple, il y a une liaison dipôle induit - dipôle induit entre deux molécules de méthane.